# Присницевские обёртывания
Присницевские обёртывания — согревающие компрессы на груди, относятся к водолечению. Другое название — «конверт от Присниц».
Присницевские обёртывания в XIX веке применялись, в частности, при параметрите.
Процедура состоит из холодных и мокрых компрессов при помощи материи, заранее намоченной в холодной воде. Компресс накрывается фольгой, а затем заменяется сухим обёртыванием в тёплой шерсти. На протяжении первых 5-10 минут длится изотермическая фаза во время которой происходит сужение сосудов, затем следующих 20 минут происходит расширение сосудов. В заключении, следует сильная лихорадка, что называется лихорадочной фазой. Процедура, как правило, назначается при заболеваниях суставов, болях и для расслабления мышц. Как эффективное средство используется для лечения фарингита и кашля.
По свидетельству фельдшера Кирилла Филипповича Уханова, в конце XIX века присницевские обёртывания заменили применение смирительных рубашек в Вологодской лечебнице для душевнобольных.